# Foho Fatossuka
Der Foho Fatossuka ist ein osttimoresischer Berg mit einer Höhe von 856 m im Norden der Aldeia Ornai (Sucos Cotolau, Verwaltungsamt Laulara, Gemeinde Aileu).
Nach Norden dehnen sich seine Ausläufer bis zur Landeshauptstadt Dili aus, mit Gipfeln unter 500 m, wie dem Foho Acobau (340 m) und den Foho Marabia (287 m). Nach Süden trennt den Foho Fatossuka ein schmales Tal, dessen Grund etwa 100 m tiefer liegt, vom nächsten Gipfel mit etwa 860 m, auf dem das Dorf Ornai liegt. Nach Süden sinkt das Land hinab zum Bemos, einem Nebenfluss des Rio Comoro.